# Baltika Group
Baltika Group, коммерческое название Baltika AS (TASE: BLT1T) — эстонская компания оптовой торговли (до марта 2019 года — швейной промышленности), ведущая деятельность в Центральной и Восточной Европе. До 2022 года компания в целом оперировала шестью торговыми марками, с 2022 года — только торговой маркой «Ivo Nikkolo». С 2019 года была представлена в четырёх странах — Эстонии, Латвии, Литве и Украине. Ликвидирована 11 сентября 2023 года. 

## История предприятия
Предшественники
- 1928 — в Таллине на улице Веэренни по инициативе Хаима Каршенштейна (Haim Karshenstein) основано предприятие «Джентльмен» («Gentleman»), производившее дождевики. Концерн «Baltika Group» считает этот год годом своего основания[6].
- 1940 — предприятие «Джентльмен» было национализировано советской властью. В 1940–1946 годах предприятие называлось «Моэла» («Moela»).
- 1946 — предприятие получило название Таллинский швейный комбинат.
- 1950 — в начале 1950-х годов на предприятии были запущены первые конвейерные линии.

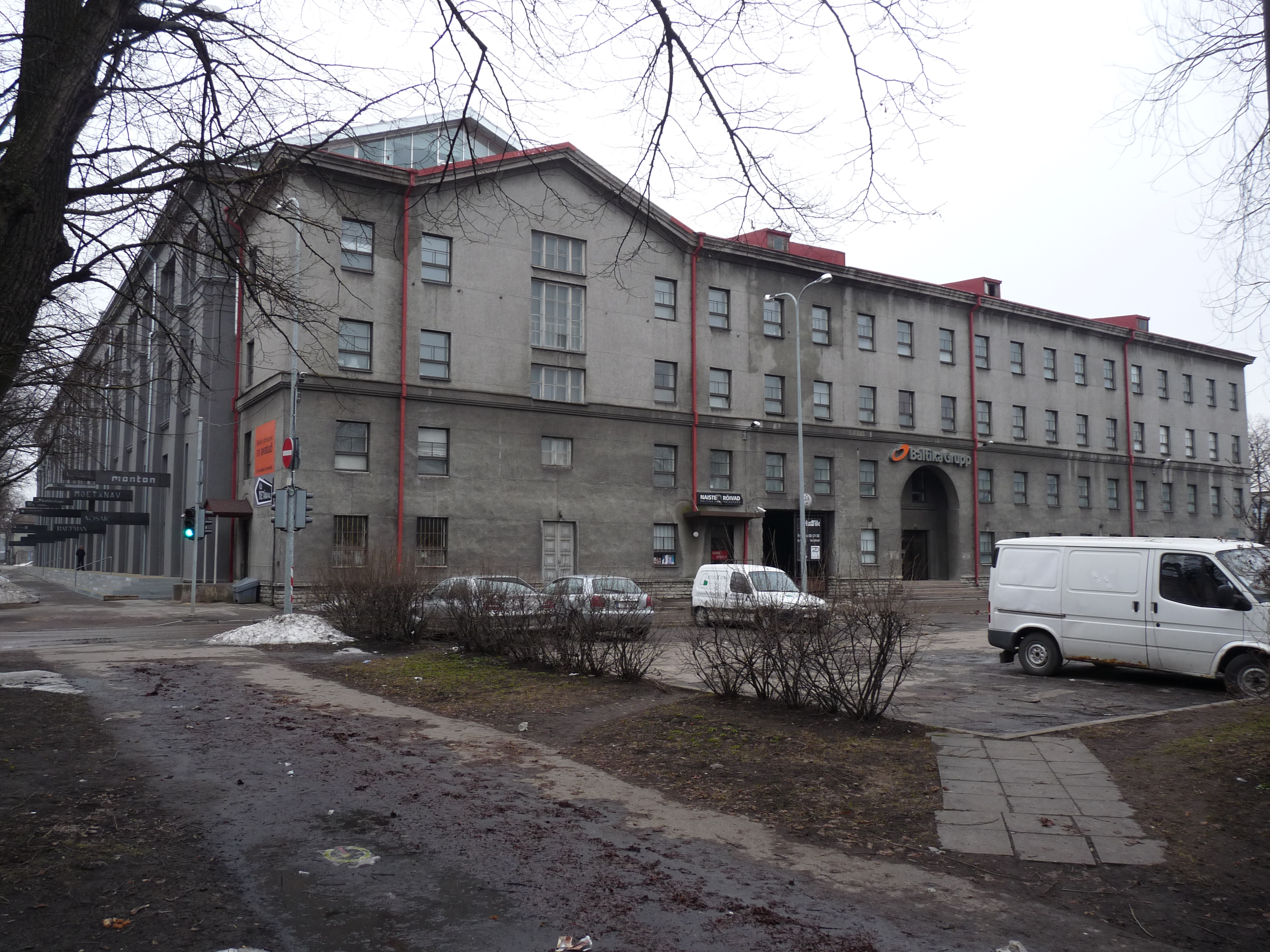
Бывшее производственное здание ПО «Балтика» на улице Веэренни

- 1960 — предприятие стало носить название Швейная фабрика «Балтика». В Таллине на улице Веэренни было построено новое производственное здание.
- 1970 — предприятие стало называться Таллинское производственное швейное объединение «Балтика».  В состав объединения вошла Валгаская швейная фабрика.
- 1971 — в состав объединения вошла швейная фабрика «Вирулане» («Virulane»).
- 1987 — началось обновление парка оборудования с целью увеличения продаж на рынках Западной Европы.

Концерн
- 1991 — решением Верховного совета Эстонской ССР предприятие приватизировано акционерным обществом, созданным его работниками. Этот год являетяс годом рождения концерна «Baltika Group». Предприятие произвело первую коллекцию мужской одежды марки «Baltman».
- 1993 — предприятие создало первую коллекцию женской одежды «Christine Collection» (CHR).
- 1993 — предприятие открыло первый магазин в Литве.
- 1994 — предприятие открыло первый магазин в России.
- 1995 — предприятие создало коллекцию «Evermen».
- 1996 — предприятие открыло первый магазин в Латвии.
- 1997 — акции предприятия котируются на Таллинской фондовой бирже.
- 2000 — предприятие открыло первые магазины в Украине и Польше.
- 2002 — начался стратегический поворот в сторону создания швейно-торгового предприятия вертикально-интегрированной бизнес-модели. «Балтика» выпустила одёжный бренд «Monton» на пять рынков.
- 2005 — окончание стратегического поворота, начатого в 2002 году.
- 2005 — бренд «Monton», которым оперирует концерн, стал главным спонсором Олимпийского комитета Эстонии.
- 2006 — «Балтика» открыла свой 100-й магазин. Из розничных концепций «CHR» и «Evermen» создан бренд «Mosaic». Предприятие приобрело известную в Эстонии торговую марку «Ivo Nikkolo». Концерн получил приз за лучшую страницу моды в Интернете в конкурсе в Лос-Анджелесе, в котором принимали участие 2500 розничных фирм со всего мира[7].
- 2007 — «Балтика» попала в число финалистов конкурса «European Business Awards 2007» в двух категориях. Предприятие открыло первый магазин в Чехии, в 2009 году чешский рынок закрылся.
- 2008 — предприятие отпраздновало 80-летие  своей деятельности. Оптовые продажи «Балтики» расширились на западно-европейские страны, предприятие заключило договор с ведущей европейской цепью универмагов «Peek & Cloppenburg». Концерн «Балтика» был признан в Эстонии предприятием с лучшими инвесторскими отношениями. 60 % всей продукции производилось за рубежом: в Литве, России, Китае и др. Собственных фабрик за рубежом у предприятия нет.

- 2009 — концерн на улице Веэрени в Таллине, где ранее находилось производственное здание объединения «Балтика», создал объединяющий дизайнерские и творческие предприятия «Квартал Балтика». В «Квартале Балтика» открыли магазин «Моэтянав» (эст. Moetänav — «Улица моды») с новейшей концепцией работы, где впервые были представлены все четыре торговые марки предприятия.
- 2011 — для предприятия закрылся польский рынок.
- 2013 — концерн приобрёл торговую марку «Bastion». В Прибалтике созданы магазины «Monton», «Mosaic» и «Baltman» с новой концепцией работы. Концерн приобрёл право представительства торговой марки «Blue Inc London» в странах Балтии. Концерн отпраздновал 85-летие своей деятельности
- 2017 — численность работников концерна по состоянию на 31 марта составила 1047 человек[8]. Компания начала продавать свой бизнес в России. В Эстонии, Латвии, Украине шло расширение сети[9]. Baltika Group использует вертикально интегрированную бизнес-модель, которая объединяет создание коллекций одежды, их производство, управление цепями поставок, логистику, оптовую и розничную торговли[10].
- 2018 – у концерна 128 магазинов в 9 странах с общей торговой площадью 24 000 м2. Численность работников материнского предприятия «Baltika AS» — 201 человек, основная сфера деятельности — оптовая торговля одеждой[11].
- 2019 — прекращено сотрудничество с Россией. В марте компания сообщила о закрытии производства в Эстонии и прекращении сотрудничества с российским партнером по франчайзингу. Работу первоначально потеряли 340 человек. Вместо роста продаж на международном рынке компания планирует сконцентрироваться на продажах в странах Балтии, упростить бизнес-процессы и снизить эксплуатационные расходы[12].
- 2022 — концерн оперирует только торговой маркой «Ivo Nikkolo»; магазин «Moetänav» на улице Веэренни закрыт, торговые площади сдаются в аренду[13].
- 2023 — по состоянию на 30 июня число работников составило 42 человека, основной вид деятельности — «Оптовая торговля одеждой и аксессуарами» (ISIC 46421)[11]. 11 сентября произошло объединение Aktsiaselts Baltika (объединяемое предприятие) с предприятием KJK BLTK Holding AS (объединяющее предприятие), в результате чего последнее взяло себе название Baltika AS, а объединяемое предприятие было удалено из Бизнес-регистра[11]. Основной вид деятельности нового предприятия также «Оптовая торговля одеждой и аксессуарами», численность работников в IV квартале 2024 года — 27 человек[11].

## Основные показатели материнского предприятия
Торговый оборот:
| Год       | 2010   | 2011     | 2012     | 2013     | 2014     | 2015     | 2016     | 2017     | 2018      | 2019      | 2020   | 2021   | 2022   |
| --------- | ------ | -------- | -------- | -------- | -------- | -------- | -------- | -------- | --------- | --------- | ------ | ------ | ------ |
| Тыс. евро | 52 207 | ↗ 53 409 | ↗ 56 332 | ↗ 58 353 | ↘ 47 865 | ↗ 48 806 | ↘ 32 828 | ↘ 31 898 | ↘ ~31 000 | ↘ ~24 000 | ↘ 9891 | ↘ 6113 | ↘ 2887 |

Прогнозный оборот 2023 года составлял 3267 тыс. евро.
Число работников на конец года:
| Год  | 2015 | 2016  | 2017  | 2018  | 2019  | 2020 | 2021 | 2022 | 2023* |
| ---- | ---- | ----- | ----- | ----- | ----- | ---- | ---- | ---- | ----- |
| Чел. | 186  | ↘ 182 | ↗ 193 | ↘ 184 | ↘ 134 | ↘ 65 | ↘ 42 | ↘ 41 | ↘ 1   |

* В III квартале.
Средняя брутто-зарплата в I квартале года:
| Год  | 2015 | 2016   | 2017   | 2018   | 2019   | 2020   | 2021   | 2022   | 2023   |
| ---- | ---- | ------ | ------ | ------ | ------ | ------ | ------ | ------ | ------ |
| Чел. | 1691 | ↘ 1690 | ↘ 1540 | → 1540 | ↗ 1615 | ↗ 1770 | ↗ 2205 | ↗ 2723 | ↗ 3325 |

В 2023 году общие убытки предприятия составили 2 539 197 евро, чистые убытки — 314 248.